# 陳金鉌
陳金鉌，臺灣雲林縣教育工作者，曾任臺西鄉臺西國小、崙豐國小、褒忠鄉龍巖國小校長，目前已經退休。

## 生平
陳金鉌是家中長兄，幼時家境貧困。畢業於雲林縣臺西鄉崙豐國民小學。他退伍時父親去世，協助母親照顧5名弟妹。其為屏東師專特別師範科、嘉義師範學院語文學系、彰化師範大學特殊教育研究所畢業。他在嘉義師專學過美勞。曾在樹脂工廠當過學徒，也考上台電服務佐，後為照顧家人改任教職，任職杏壇40年。
1996年至1998年間，任雲林縣褒忠鄉龍巖國小校長。2002年至2007年間任該縣臺西鄉崙豐國小校長。2007年至2010年任同鄉臺西國小校長。也曾為褒忠鄉褒忠國小、臺西鄉新興國小主任。曾設計新興國小、龍巖國小、崙豐國小的校徽。
其著有《路寬、心寬——回首來時路》、《心長命短：最沉重的愛》、《爸爸醫生》等書。其中《心長命短：最沉重的愛》敘述其父的生命故事；《爸爸醫生》取材自周遭人物，並贈予臺西國小等學校。
妻何金蘭為崙豐國小教導主任。